# Villy-le-Moutier
Villy-le-Moutier település Franciaországban, Côte-d’Or megyében. Lakosainak száma 330 fő (2022. január 1.). Villy-le-Moutier Corgoloin, Marigny-lès-Reullée, Corberon, Argilly, Montmain, Ruffey-lès-Beaune és Ladoix-Serrigny községekkel határos.

## Népesség
A település népessége az elmúlt években az alábbi módon változott:
| Lakosok száma | 195  | 165  | 191  | 305  | 342  | 350  | 339  | 331  | 326  | 330  |
|               | 1968 | 1982 | 1990 | 2006 | 2013 | 2015 | 2017 | 2019 | 2020 | 2022 |